# Paul Regina
Paul Regina (Brooklyn (New York), 25 oktober 1956 – Smithtown (New York), 31 januari 2006) was een Amerikaans acteur en scenarioschrijver.

## Biografie
Regina was geboren in de borough Brooklyn van New York, maar groeide op in Suffolk County (New York) in een gezin van vijf kinderen. Hij heeft gestudeerd aan de Patchogue-Medford High School in Suffolk County en haalde zijn diploma in 1974. Tijdens zijn studietijd begon hij als acteur in theatervoorstellingen op school. 
Regina begon in 1978 met acteren voor televisie in de televisieserie The Hardy Boys/Nancy Drew Mysteries. Hierna heeft hij nog meerdere rollen gespeeld in televisieseries en films zoals Zorro and Son (1983), Brothers (1984-1989), L.A. Law (1988-1992) en The Untouchables (1993-1994).
Regina is in 1990 getrouwd en heeft een kind, op 31 januari 2006 is hij gestorven aan de gevolge van leverkanker. Na twintig jaar gewoond te hebben in Hollywood keerde hij in 1999 terug naar Long Island (New York).

## Filmografie

### Films
- 2006 Eddie Monroe – als Monty
- 2002 The Blue Lizard – als Nick
- 2001 Marie – als Nadi
- 1996 Prey of the Jaguar – als Randall Bentley
- 1996 It's My Party – als Tony Zamara
- 1995 Sharon's Secret – als Davies
- 1993 Bounty Tracker – als Paul Damone
- 1992 Bay City Story – als Tony Cefalu
- 1986 Adam: His Song Continues – als Joe Walsh
- 1983 The Awakening of Candra – als Julio Torres
- 1983 Adam – als Joe Walsh
- 1982 The Renegades – als Joey Tate
- 1981 A Long Way Home – als David Branch Czaky
- 1981 The Choice – als Michael Vitela
- 1980 A Change of Seasons – als Paul Di Lisi

### Televisieseries
Uitgezonderd eenmalige gastrollen.
- 1993 – 1994 The Untouchables – als Frank Nitti – 15 afl.
- 1988 – 1992 L.A. Law – als Felix Echeverria – 6 afl.
- 1984 – 1989 Brothers – als Cliff Waters – 115 afl.
- 1983 Zorro and Son – als Don Carlos de Vega / Zorro jr. – 5 afl.
- 1978 – 1979 Joe & Valerie – als Joe Pizo – 8 afl.

### Scenarioschrijver
- 2011 Jesse – film
- 2008 Just Like Joe – film
- 2006 Eddie Monroe – film
- 2001 Marie – film